# Saint-Sulpice-des-Rivoires
Saint-Sulpice-des-Rivoires là một xã của tỉnh Isère, thuộc vùng Rhône-Alpes, đông nam nước Pháp.